# 1401 Lavonne
1401 Lavonne (1935 UD) là một tiểu hành tinh vành đai chính được phát hiện ngày 22 tháng 10 năm 1935 bởi E. Delporte ở Uccle.